# Ubi Primum (Pio IX/2)
 Ubi Primum  è una enciclica di papa Pio IX, datata 2 febbraio 1849, e scritta a tutti i vescovi della cattolicità.
Il Pontefice consulta l'intero Episcopato sulla opportunità di una definizione del dogma della Immacolata Concezione e raccomanda i Vescovi di fargli conoscere al più presto il loro parere personale e i sentimenti del clero e del popolo delle loro diocesi.